# كارل تيودور فون سيبولد
كارل تيودور فون سيبولد (1804-1885) (بالإنجليزية: Karl Theodor Ernst von Siebold)‏ هو عالم طبيعي ألماني.

## روابط خارجية
- كارل تيودور فون سيبولد على موقع الموسوعة البريطانية (الإنجليزية)